# Medzsitlija
Medzsitlija (macedónul: Меџитлија, albánul Mexhitlia) település Észak-Macedóniában, a Pelagonijai körzet Bitolai járásában.

## Népesség
| Lakosok száma | 560  | 680  | 221  | 137  | 193  | 206  | 175  | 155  | 156  |
|               | 1948 | 1953 | 1961 | 1971 | 1981 | 1991 | 1994 | 2002 | 2021 |

2002-ben 155 lakosa volt, akik közül 154 albán és 1 macedón.